# Strada statale 14 bis della Venezia Giulia
La strada statale 14 bis della Venezia Giulia (SS 14 bis) era una strada statale italiana.

## Storia
La SS 14 bis venne istituita nel 1942 in seguito all'annessione all'Italia di parte del territorio jugoslavo, ed era definita dal seguente percorso: "Sussak - Buccari - confine di Stato".
La strada passò alla Jugoslavia in seguito alla modifica dei confini conseguente alla seconda guerra mondiale.

## Percorso
La strada aveva origine a Sussak dalla strada statale 14 della Venezia Giulia, e si dirigeva verso sud-est seguendo la costa; attraversata Buccari, raggiungeva il confine croato.